# Взьонхово-Мале
Взьонхово-Мале (пол. Wziąchowo Małe) — село в Польщі, у гміні Мілич Мілицького повіту Нижньосілезького воєводства.
Населення — 146 осіб (2011).
У 1975-1998 роках село належало до Вроцлавського воєводства.

## Демографія
Демографічна структура станом на 31 березня 2011 року:
|          | Загалом | Допрацездатний вік | Працездатний вік | Постпрацездатний вік |
| -------- | ------- | ------------------ | ---------------- | -------------------- |
| Чоловіки | 66      | 7                  | 53               | 6                    |
| Жінки    | 80      | 23                 | 43               | 14                   |
| Разом    | 146     | 30                 | 96               | 20                   |